# Дёмин, Валерий Павлович
Валерий Павлович Дёмин — российский игрок в мини-футбол, нападающий клуба «Синара» и сборной России.

## Карьера
Родился в Екатеринбурге.
Впервые в мини-футбол начал играть в 7 лет. Первый тренер — Евгений Давлетшин.
С 2013 года выступает за клуб «Синара», с которым стал бронзовым призёром Чемпионата России 2019/20 и чемпионом России в сезоне 2020/21, обладателем Кубков России 2021/22 и 2022/23 (главным тренером команды был всё тот же Евгений Давлетшин). Также стал лучшим бомбардиром Чемпионата России 2019/20, забив 31 гол.
С 2018 года привлекается к играм за сборную России. В том же году стал чемпионом мира среди студентов на турнире, проходившем в Алма-Ате.